# Janowice (gromada w powiecie opatowskim)
Janowice – dawna gromada, czyli najmniejsza jednostka podziału terytorialnego Polskiej Rzeczypospolitej Ludowej w latach 1954–1972.
Gromady, z gromadzkimi radami narodowymi (GRN) jako organami władzy najniższego stopnia na wsi, funkcjonowały od reformy reorganizującej administrację wiejską przeprowadzonej jesienią 1954 do momentu ich zniesienia z dniem 1 stycznia 1973, tym samym wypierając organizację gminną w latach 1954–1972.
Gromadę Janowice z siedzibą GRN w Janowicach utworzono – jako jedną z 8759 gromad na obszarze Polski – w powiecie opatowskim w woj. kieleckim, na mocy uchwały nr 13f/54 WRN w Kielcach z dnia 29 września 1954. W skład jednostki weszły obszary dotychczasowych gromad Janowice, Jeżów, Kraszków, Milejowice i Roztylice ze zniesionej gminy Boksyce w tymże powiecie. Dla gromady ustalono 13 członków gromadzkiej rady narodowej.
1 stycznia 1959 do gromady Janowice przyłączono wieś Worowice i kolonię Worowice ze zniesionej gromady Zwola.
31 grudnia 1961 gromadę zniesiono, a jej obszar włączono do gromady Momina.